# Blastema

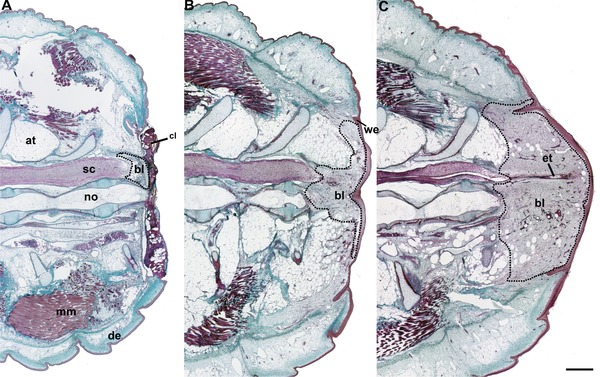
Crescimento do blastema (marcado como bl) na regeneração da cauda de um geco-leopardo.

Blastema é um agregado de células capazes de regeneração presentes nalguns animais, como anfíbios e algumas espécies de peixes e ratos.